# John Nash (Architekt)

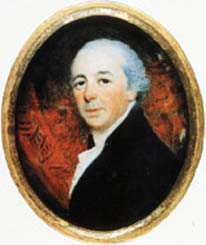
John Nash

John Nash (* 18. Januar 1752 in Lambeth, London Borough of Lambeth; † 13. Mai 1835 in Cowes, England) war ein englischer Architekt, der viel zur Gestaltung des Regency-Londons beigetragen hat.

## Leben
John Nash erhielt seine Ausbildung bei dem Architekten Sir Robert Taylor. Beruflich war er zu Anfang erfolglos. Nachdem er ein erhebliches Vermögen geerbt hatte, entschied er sich, in Wales zu leben. Nach seinem Bankrott im Jahr 1783 war Nash gezwungen, die Arbeit als Architekt wieder aufzunehmen. Zuerst entwarf er dort Landhäuser und arbeitete erfolgreich mit dem Landschaftsarchitekten und Botaniker Humphry Repton zusammen. 1792 ging er schließlich wieder nach London zurück.

## Werke

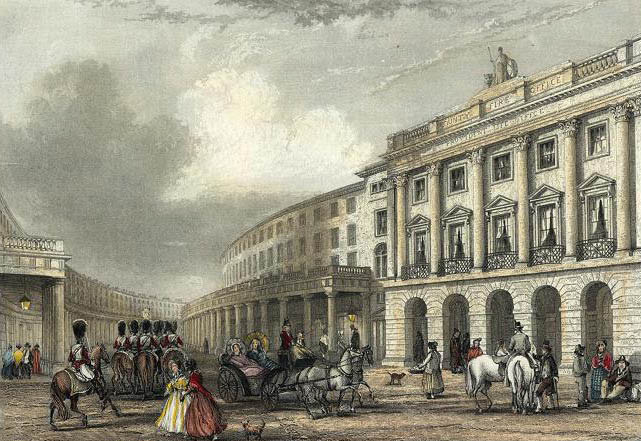
The Quadrant, Regent Street, später neu errichtet

Die Werke von John Nash zeichneten sich durch Vielseitigkeit aus: zunächst in klassizistischem Stil gehaltene Landhäuser, dann bereits zu Beginn des 19. Jahrhunderts neugotische Schlösser, wobei er den Tudorstil wieder aufgriff, erste Bauwerke des Greek Revival mit griechischen Säulenordnungen, Cottages im Picturesque-Stil, eine erste Villa im Italianate-Stil und mit dem Royal Pavilion in Brighton ab 1815 sogar ein frühes Beispiel von Architektur nach nicht-europäischen Baustilen, hier ein Gebäude im Stil eines indischen Mogulpalastes, beeinflusst auch von chinesischen Formen. Nash ist daher nicht nur ein Vertreter des Klassizismus der Regency-Zeit, sondern auch ein Erfinder des Eklektizismus, der vor allem vom Historismus aufgegriffen wurde. Die Fernverbindungen des Britischen Weltreichs begünstigten diese internationalen Einflüsse. 
Seine Bauwerke erregten die Aufmerksamkeit des Prinzregenten und späteren Königs Georg IV., der ihn 1811 damit beauftragte, ein Stadtgebiet umzugestalten, das heute als Marylebone Park bekannt ist. Vom Regenten unterstützt entwarf Nash einen Plan, der ab 1818 realisiert wurde. Das in Frage kommende Gebiet erstreckte sich nördlich von St. James’s Park und schloss Regent Street sowie Regent’s Park mit den benachbarten Straßen, Terrassen und umgebenden eleganten Stadthäusern und Landhäusern mit ein. Alle von Nash errichteten Gebäude der Regent Street wurden in den 1920er Jahren durch größere Bauten im Neobarockstil ersetzt. 
Nash war außerdem Direktor der Regent’s Canal Company, 1812 für den Bau einer Kanalverbindung von Westlondon bis zur Themse gegründet. Weitere Londoner Aufträge waren die Umgestaltung des Buckingham Hauses zum Buckingham Palace (1825–1835), außerdem die Royal Mews und der ursprünglich als Triumphbogen für den Eingang des Buckingham Palastes entworfene Marble Arch von 1828. König Wilhelm IV. ersetzte Nash jedoch durch Edward Blore, der den Palast nach Nashs Plänen, aber weniger pittoresk und dem eher zurückhaltenden Geschmack des neuen Königs entsprechend vollendete. 
Andere Londoner Projekte betrafen: Trafalgar Square, St. James’s Park, Haymarket Theatre (1820), die Kirche All Souls, Langham Place (1822–25), Chester Terrace (1825), Carlton House Terrace (1827–1833), Cumberland Terrace (1827). 
Außerhalb Londons waren es als Frühwerk um 1790 das Foley House in Haverfordwest/Pembrokeshire, Wales, 1795 das Llanerchaeron House bei Ciliau Aeron, Wales, 1797–98 das Groveland House in Southgate (Enfield), 1798–1800 das East Cowes Castle auf der Isle of Wight als eigenen Wohnsitz, 1802 Cronkhill nahe Shrewsbury/Shropshire (die erste Villa im Italianate-Stil in Großbritannien), um 1805 die Orangerie von Blaise Castle House, 1807–10 Caerhays Castle in Cornwall, um 1811 Blaize Hamlet in Henbury bei Bristol (zehn Cottages im Picturesque-Stil), die Neugestaltung und Erweiterung des Royal Pavilions von Brighton (1815–1822) im indischen und chinesischen Stil.

## Galerie

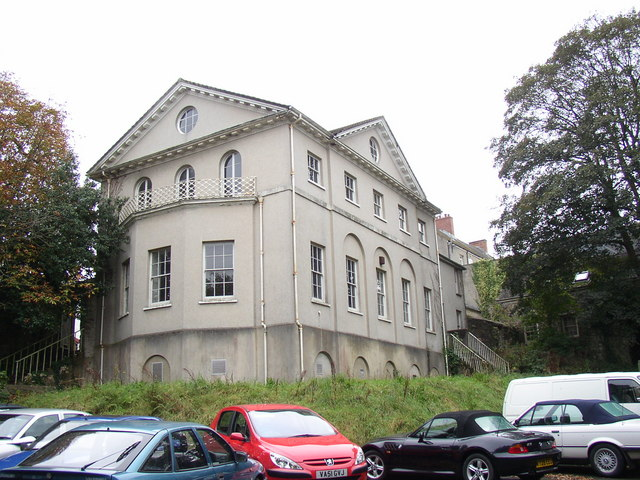
Foley House, Haverfordwest, Wales (1790)
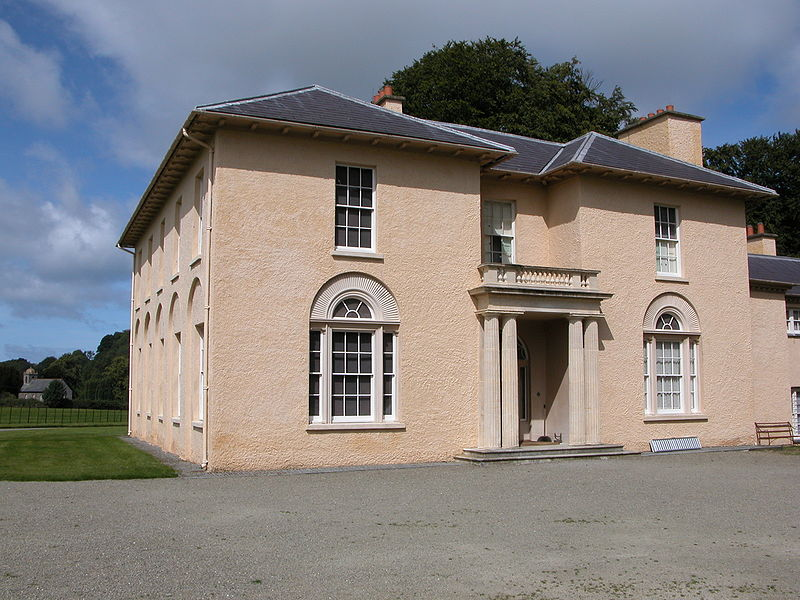
Llanerchaeron House, Wales (1795)
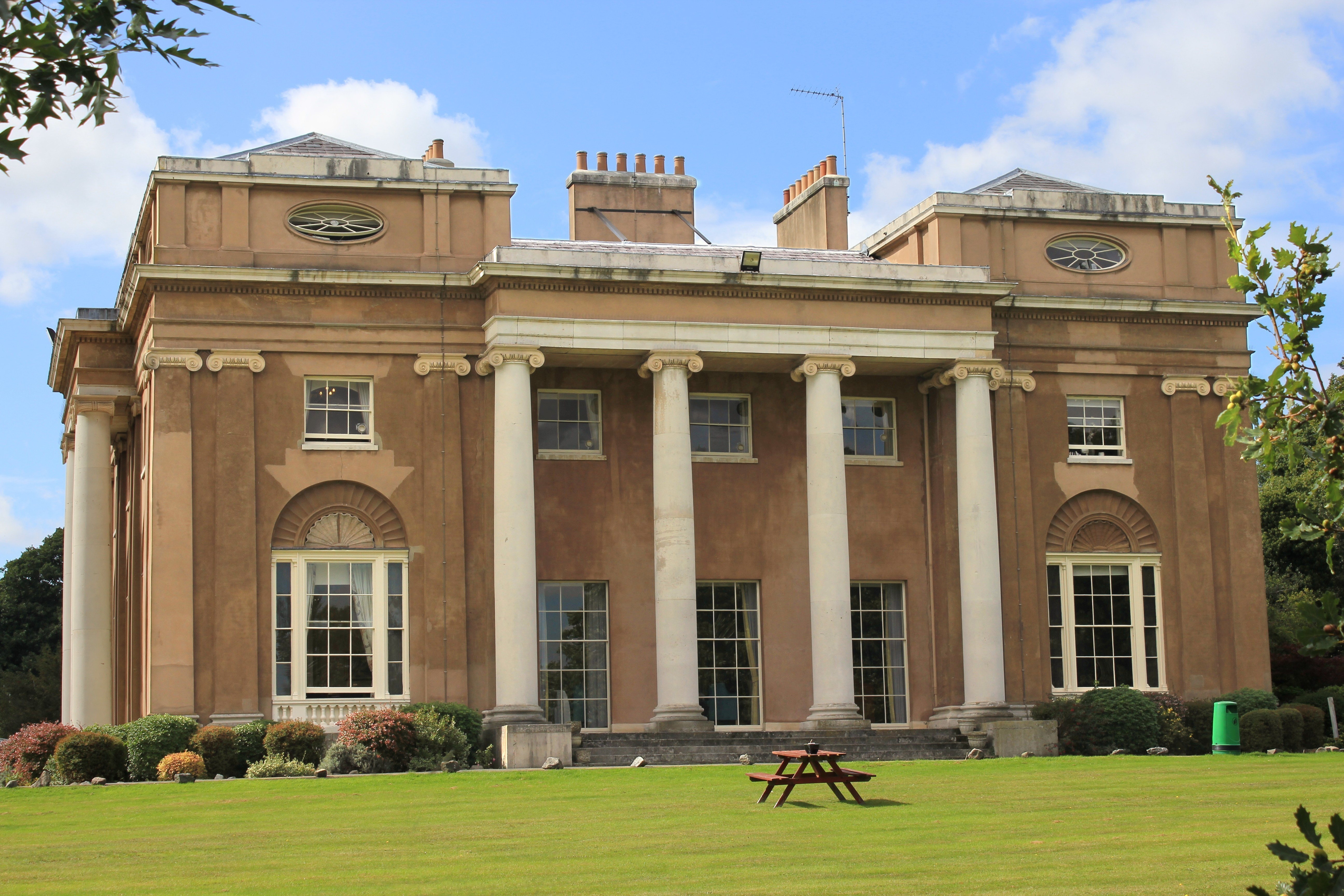
Grovelands House, Southgate, London (1797–98)
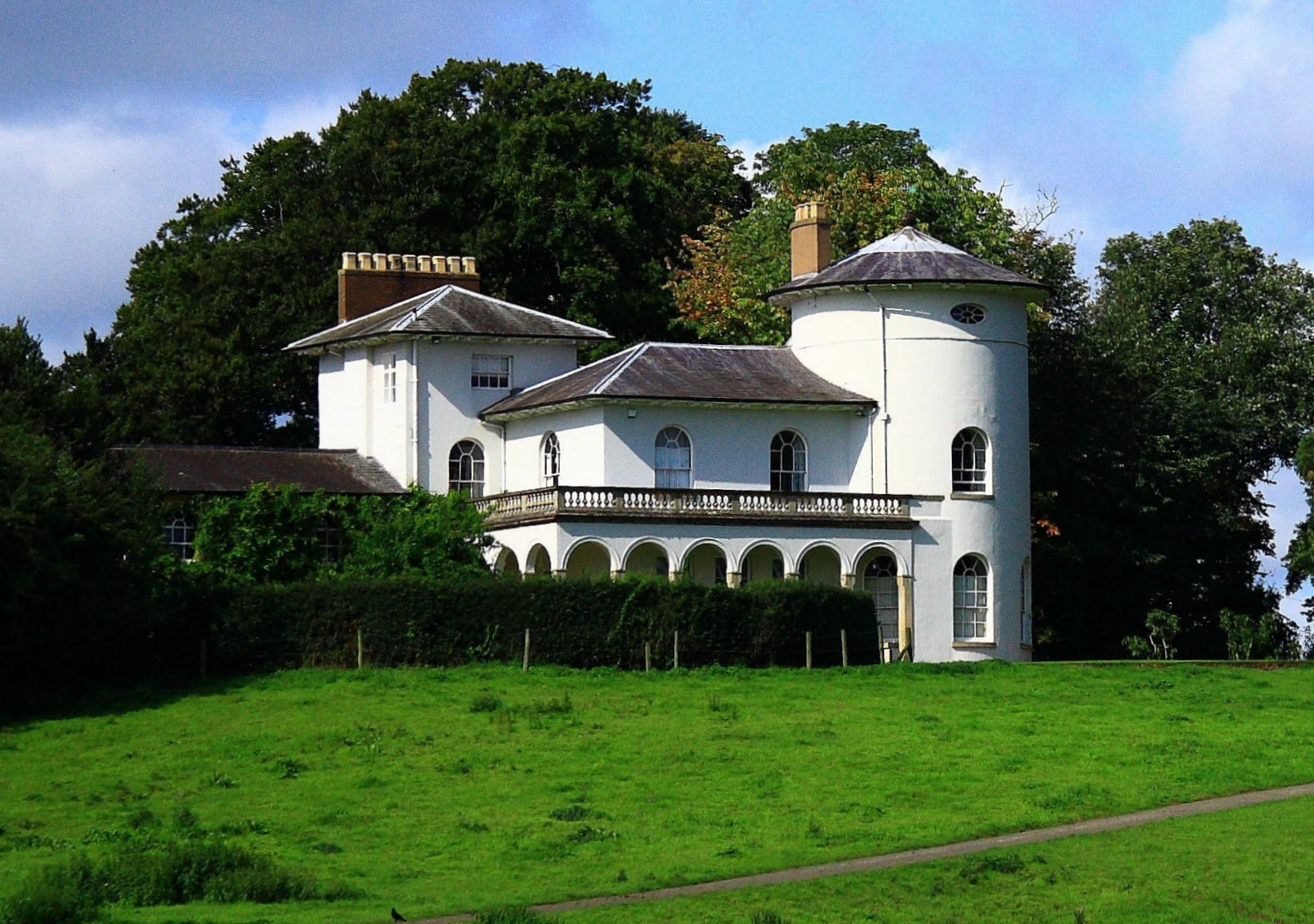
Cronkhill in Shropshire, erste Villa im Italianate-Stil (1802)
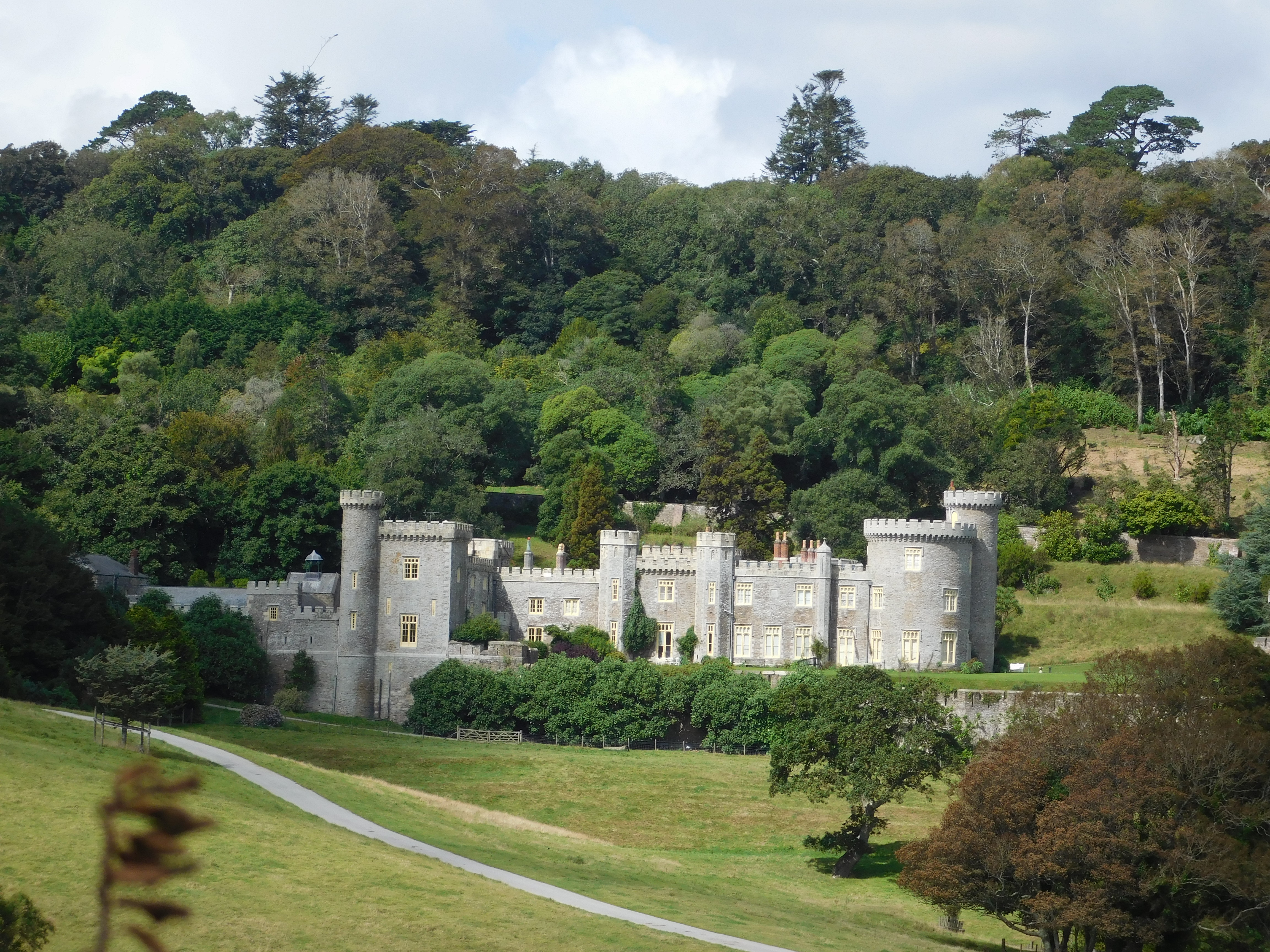
Caerhays Castle in Cornwall (1807–10)
Blaize Hamlet: Circular Cottage (links) und Sweetbriar Cottage (um 1811)
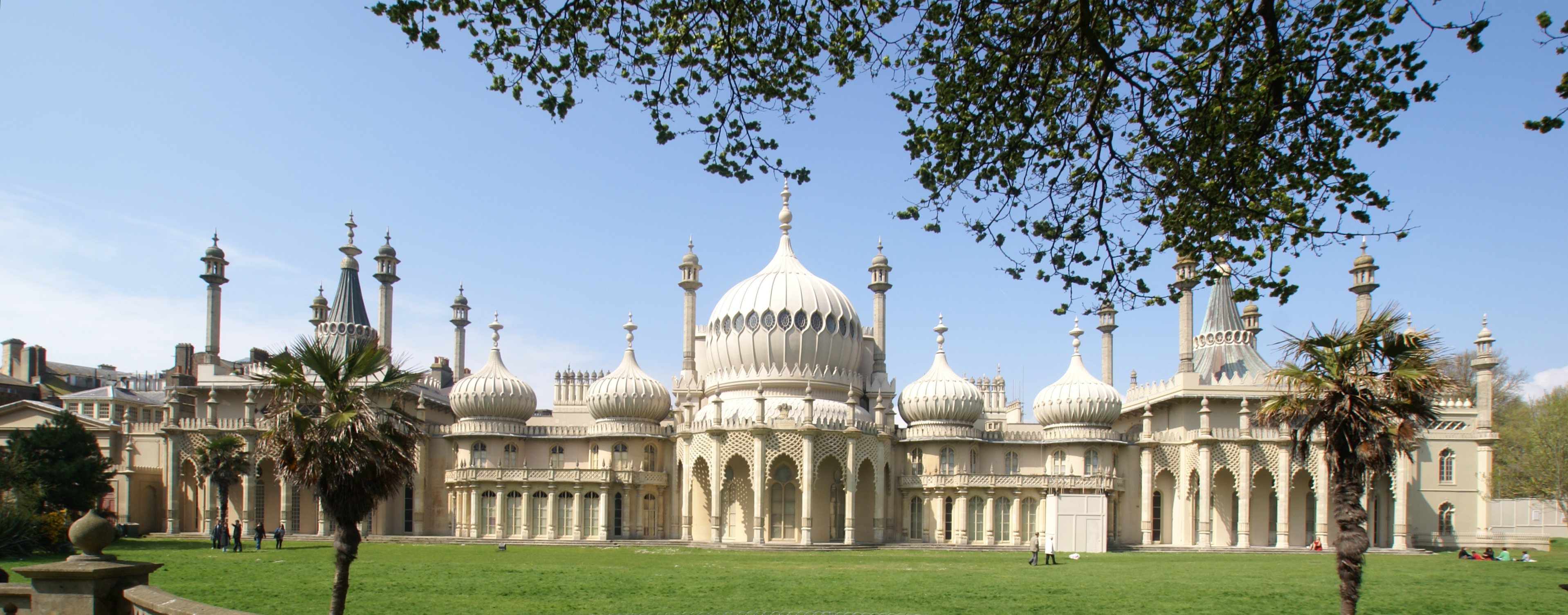
Royal Pavilion in Brighton (1815–1822)
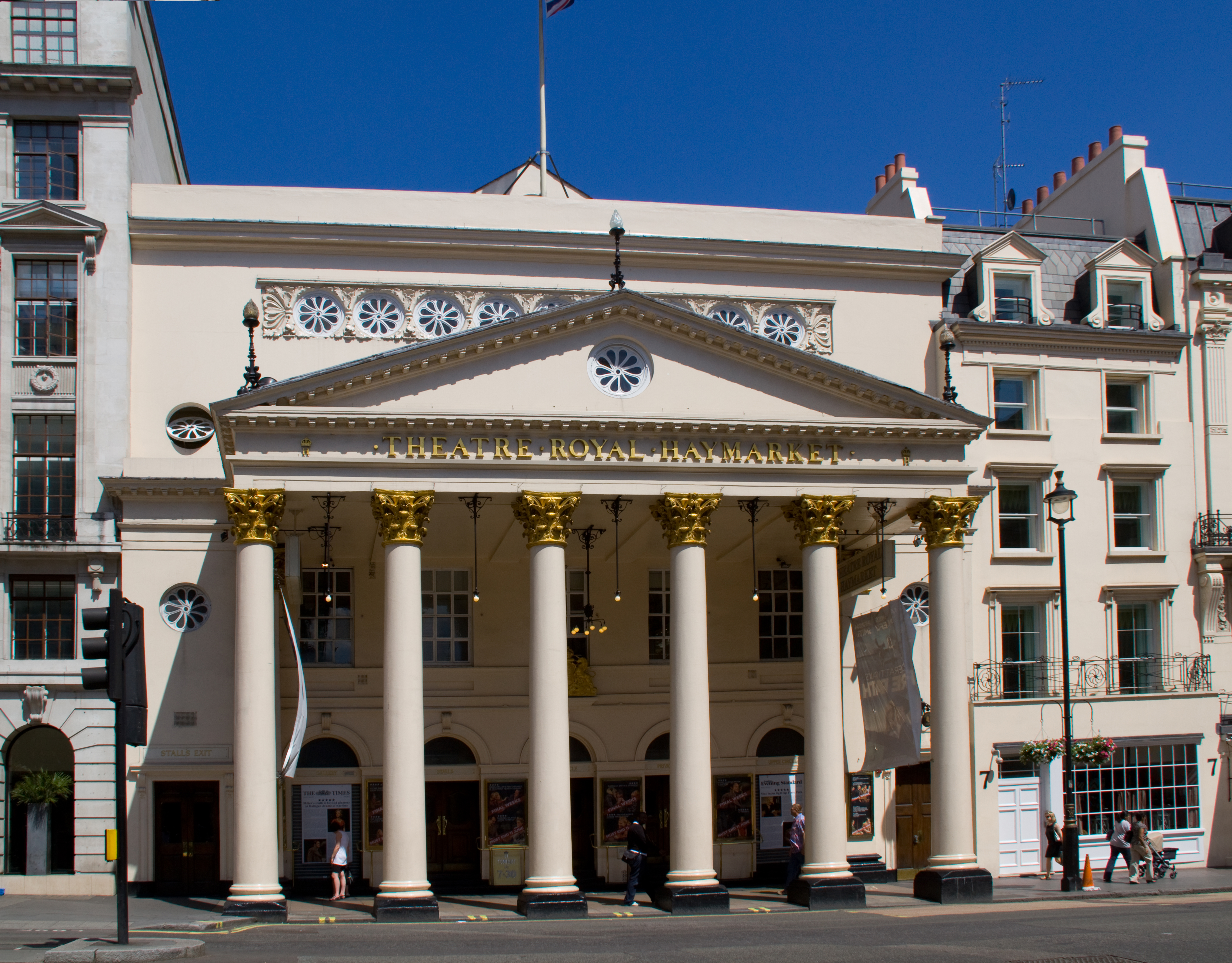
Haymarket Theatre (1820)
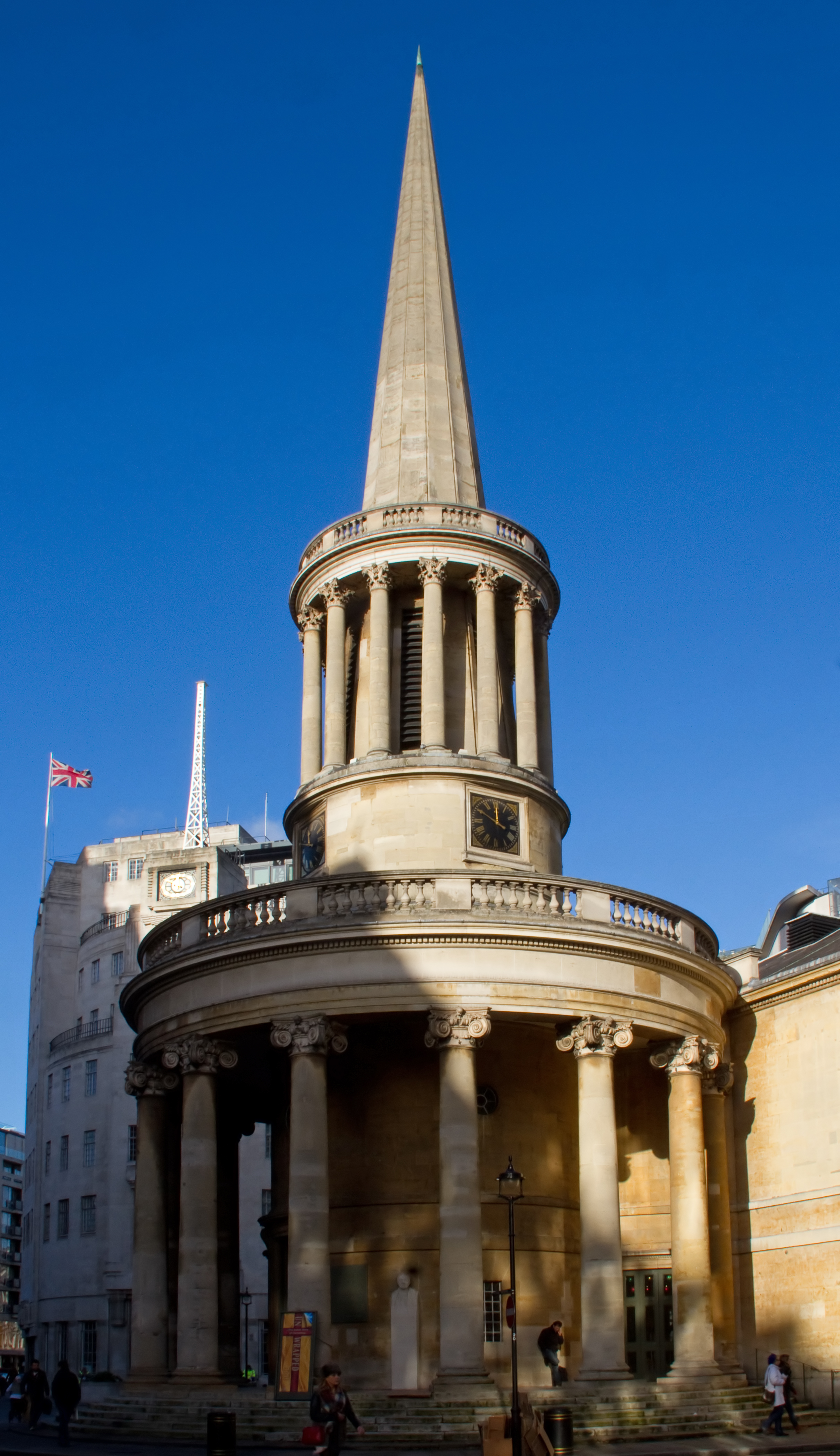
Kirchturm von All Souls, Langham Place (1822–25)
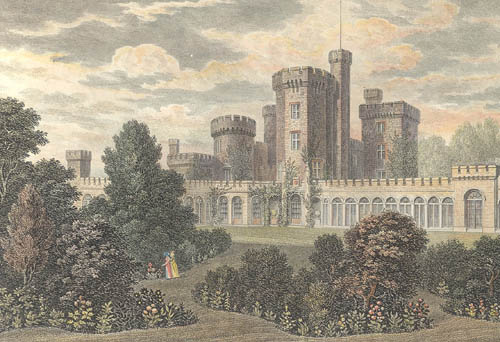
East Cowes Castle, 1824 (als eigener Wohnsitz)
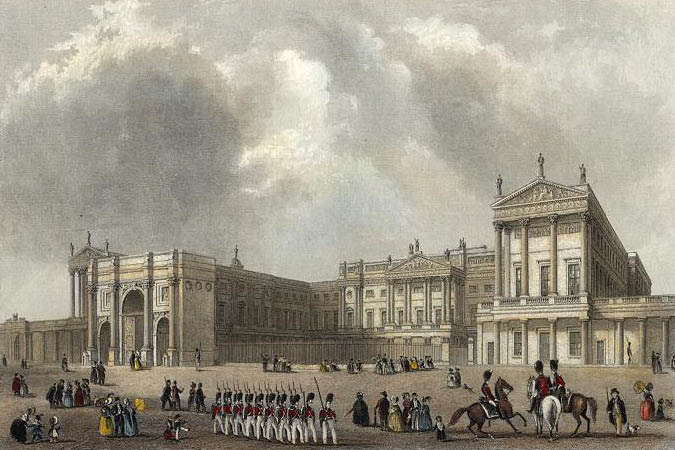
Buckingham Palace, 1837, vor der Errichtung des jüngsten Flügels zur Mall und mit dem Marble Arch als Eingangstor in der von Nash entworfenen Gestaltung (1825–1835)
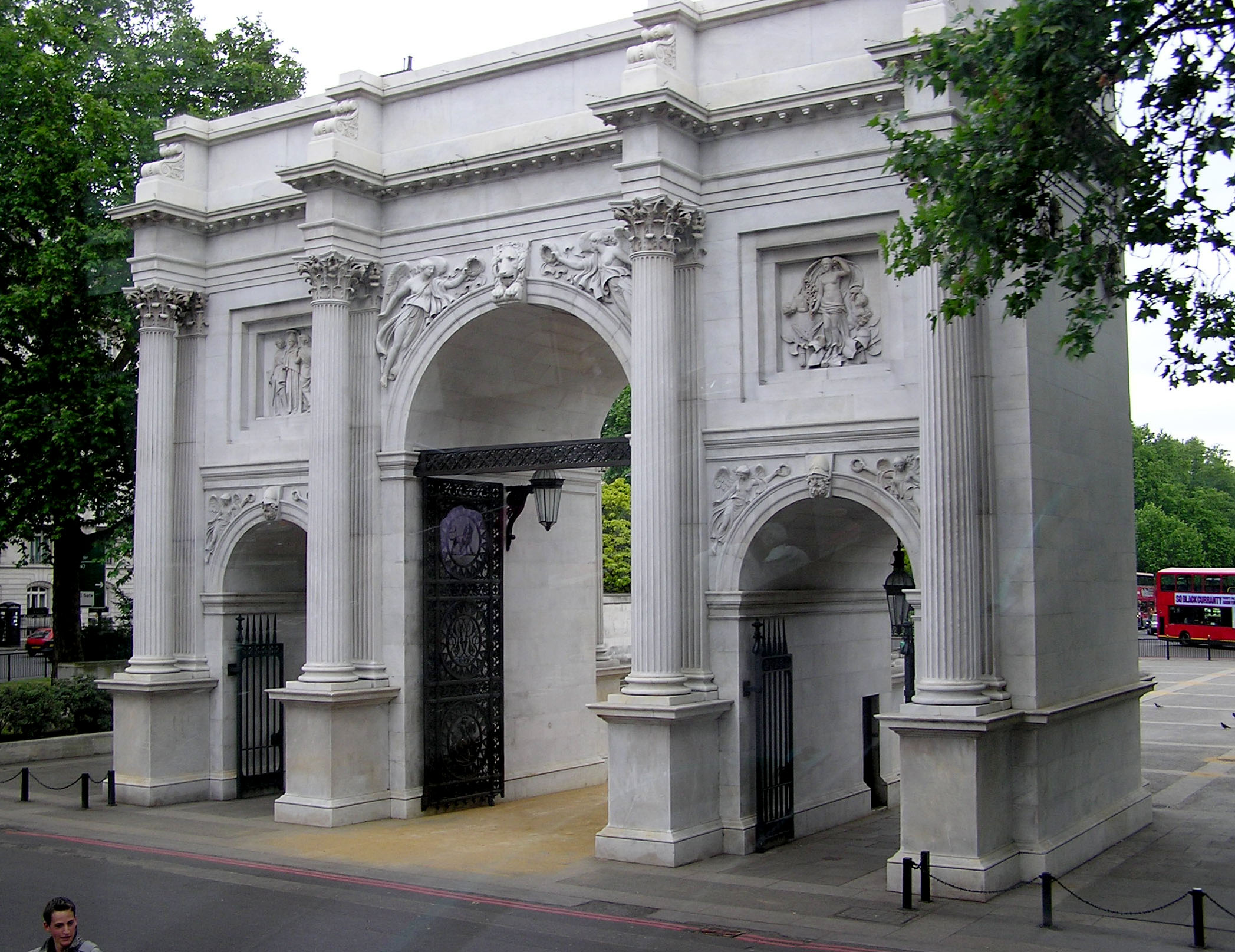
Marble Arch (1828)